# Sporting Étoile Club de Bastia 1983-1984
Questa voce raccoglie le informazioni riguardanti lo Sporting Étoile Club de Bastia nelle competizioni ufficiali della stagione 1983-1984.

## Stagione
Con l'obiettivo di rilanciare la squadra usufruendo degli aumenti di capitale ottenuti dopo lo scampato fallimento nella stagione precedente, la società rinnovò parzialmente le strutture e la rosa: la campagna acquisti vide la cessione di diversi giocatori (fra cui i veterani Pierrick Hiard e Jean-Marie De Zerbi) per fare spazio ad alcuni ritorni come quello di Paul Marchioni o a nomi noti come Daniel Solsona e Alberto Tarantini. In campionato i Turchini ottennero tuttavia delle prestazioni altalenanti, fino a precipitare in zona retrocessione a causa di una striscia di sei sconfitte in sette partite; assieme alla crisi tecnica, aggravata da problemi di spogliatoio, si sviluppò una nuova crisi finanziaria che comportò il progressivo aumentare del debito della società e la richiesta, a torneo concluso, di un'istanza presso il dipartimento dell'Alta Corsica per ottenere il riassorbimento del passivo. Eliminato ai sedicesimi di finale di Coppa di Francia a causa di una pesante sconfitta patita nella gara di ritorno contro il Cannes, il Bastia uscì dalla parte bassa della classifica per poi proseguire il suo cammino altalenante, fino al decimo posto finale.

## Maglie e sponsor
Lo sponsor tecnico per la stagione 1983-1984 è Puma, mentre lo sponsor ufficiale è Faure.
| Casa | Trasferta |

## Organigramma societario
Di seguito l'organigramma societario:
Area direttiva
- Presidente: François Vendasi
- Direttore generale: Jules Filippi

Area tecnica
- Allenatore: Antoine Redin

## Rosa
| N. |                      | Ruolo | Calciatore           |
| -- | -------------------- | ----- | -------------------- |
|    | Francia (bandiera)   | P     | Dominique Murati     |
|    | Francia (bandiera)   | P     | Pascal Olmeta        |
|    | Francia (bandiera)   | D     | Jean-Louis Cazes     |
|    | Francia (bandiera)   | D     | Antoine Cervetti     |
|    | Francia (bandiera)   | D     | Philippe Levenard    |
|    | Francia (bandiera)   | D     | Paul Marchioni       |
|    | Francia (bandiera)   | D     | César Nativi         |
|    | Francia (bandiera)   | D     | Charles Orlanducci   |
|    | Francia (bandiera)   | D     | Jean-André Ottaviani |
|    | Francia (bandiera)   | D     | José Pastinelli      |
|    | Francia (bandiera)   | D     | Paul Squaglia        |
|    | Argentina (bandiera) | D     | Alberto Tarantini    |

| N. |                    | Ruolo | Calciatore       |
| -- | ------------------ | ----- | ---------------- |
|    | Francia (bandiera) | C     | Alain Fiard      |
|    | Francia (bandiera) | C     | Simeï Ihily      |
|    | Camerun (bandiera) | C     | Grégoire M'Bida  |
|    | Spagna (bandiera)  | C     | Daniel Solsona   |
|    | Francia (bandiera) | C     | Antoine Spinelli |
|    | Francia (bandiera) | C     | Patrick Vernet   |
|    | Francia (bandiera) | A     | Marc Biamonte    |
|    | Francia (bandiera) | A     | Bernard Ferrigno |
|    | Francia (bandiera) | A     | Louis Marcialis  |
|    | Camerun (bandiera) | A     | Roger Milla      |
|    | Francia (bandiera) | A     | Jean-Roch Testa  |
|    | Francia (bandiera) | A     | Jacques Zimako   |

## Calciomercato

### Sessione estiva
| Acquisti | Acquisti          | Acquisti    | Acquisti |
| R.       | Nome              | da          | Modalità |
| -------- | ----------------- | ----------- | -------- |
| D        | Paul Marchioni    | Nizza       |          |
| D        | Alberto Tarantini | River Plate |          |
| C        | Daniel Solsona    | Valencia    |          |
| A        | Bernard Ferrigno  | Tours       |          |
| A        | Jacques Zimako    | Sochaux     |          |

| Cessioni | Cessioni            | Cessioni        | Cessioni      |
| R.       | Nome                | a               | Modalità      |
| -------- | ------------------- | --------------- | ------------- |
| P        | Pierrick Hiard      | Rennes          |               |
| D        | Gérard Bacconier    | Nîmes           |               |
| D        | Pierre Bianconi     | Besançon        |               |
| D        | Zdravko Borovnica   | Olimpia Lubiana |               |
| D        | Jean-Marie Ferri    | Gazélec Ajaccio |               |
| C        | Fédéric Antonetti   | Béziers         |               |
| C        | Michel Massemba     |                 | svincolato    |
| C        | Michel Padovani     | Aix             |               |
| C        | Albert Tho          | Besançon        |               |
| A        | Sauveur Agostini    |                 | fine carriera |
| A        | Christian Bracconi  | Besançon        |               |
| A        | Jean-Marie De Zerbi | Tours           |               |
| A        | Pascal Mariini      | Besançon        |               |

## Risultati

### Division 1

#### Girone di andata
| 1983 1ª giornata | Strasburgo | 0 – 0 | Bastia |  |

| 1983 2ª giornata | Bastia | 0 – 0 | Rouen |  |

| 1983 3ª giornata | Laval | 1 – 0 | Bastia |  |

| 1983 4ª giornata | Bastia | 3 – 2 | Tolosa |  |

| 1983 5ª giornata | Brest | 3 – 0 | Bastia |  |

| 1983 6ª giornata | Bastia | 2 – 2 | Lens |  |

| 1983 7ª giornata | Saint-Étienne | 0 – 2 | Bastia |  |

| 1983 8ª giornata | Bastia | 1 – 0 | Tolone |  |

| 1983 9ª giornata | Nantes | 1 – 0 | Bastia |  |

| 1983 10ª giornata | Bastia | 0 – 1 | Monaco |  |

| 1983 11ª giornata | Paris Saint-Germain | 1 – 0 | Bastia |  |

| 1983 12ª giornata | Bastia | 1 – 0 | Auxerre |  |

| 1983 13ª giornata | Metz | 1 – 0 | Bastia |  |

| 1983 14ª giornata | Rennes | 4 – 1 | Bastia |  |

| 1983 15ª giornata | Bastia | 0 – 2 | Sochaux |  |

| 1983 16ª giornata | Nîmes | 0 – 0 | Bastia |  |

| 1983 17ª giornata | Bastia | 1 – 0 | Lilla |  |

| 1983 18ª giornata | Nancy | 1 – 3 | Bastia |  |

| 1983 19ª giornata | Bastia | 3 – 1 | Bordeaux |  |

#### Girone di ritorno
| 1983 20ª giornata | Rouen | 1 – 2 | Bastia |  |

| 1983 21ª giornata | Bastia | 3 – 0 | Laval |  |

| 1983 22ª giornata | Tolosa | 4 – 0 | Bastia |  |

| 1983 23ª giornata | Bastia | 2 – 1 | Brest |  |

| 1984 24ª giornata | Lens | 1 – 0 | Bastia |  |

| 1984 25ª giornata | Bastia | 2 – 1 | Saint-Étienne |  |

| 1984 26ª giornata | Tolone | 1 – 0 | Bastia |  |

| 1984 27ª giornata | Bastia | 1 – 0 | Nantes |  |

| 1984 28ª giornata | Monaco | 1 – 0 | Bastia |  |

| 1984 29ª giornata | Bastia | 1 – 1 | Paris Saint-Germain |  |

| 1984 30ª giornata | Auxerre | 1 – 1 | Bastia |  |

| 1984 31ª giornata | Bastia | 1 – 0 | Metz |  |

| 1984 32ª giornata | Bastia | 2 – 1 | Rennes |  |

| 1984 33ª giornata | Sochaux | 2 – 0 | Bastia |  |

| 1984 34ª giornata | Bastia | 1 – 1 | Nîmes |  |

| 1984 35ª giornata | Lilla | 0 – 0 | Bastia |  |

| 1984 36ª giornata | Bastia | 0 – 1 | Nancy |  |

| 1984 37ª giornata | Bordeaux | 2 – 1 | Bastia |  |

| 1984 38ª giornata | Bastia | 4 – 2 | Strasburgo |  |

### Coppa di Francia
| 1984 Trentaduesimi di finale | Bastia | 1 – 0 | Nîmes |  |

| 1984 Sedicesimi di finale - Andata | Bastia | 2 – 1 | Cannes |  |

| 1984 Sedicesimi di finale - Ritorno | Cannes | 6 – 1 | Bastia |  |

## Statistiche

### Andamento in campionato
| Giornata  | 1  | 2  | 3  | 4  | 5  | 6  | 7  | 8 | 9  | 10 | 11 | 12 | 13 | 14 | 15 | 16 | 17 | 18 | 19 | 20 | 21 | 22 | 23 | 24 | 25 | 26 | 27 | 28 | 29 | 30 | 31 | 32 | 33 | 34 | 35 | 36 | 37 | 38 |
| --------- | -- | -- | -- | -- | -- | -- | -- | - | -- | -- | -- | -- | -- | -- | -- | -- | -- | -- | -- | -- | -- | -- | -- | -- | -- | -- | -- | -- | -- | -- | -- | -- | -- | -- | -- | -- | -- | -- |
| Luogo     | T  | C  | T  | C  | T  | C  | T  | C | T  | C  | T  | C  | T  | T  | C  | T  | C  | T  | C  | T  | C  | T  | C  | T  | C  | T  | C  | T  | C  | T  | C  | C  | T  | C  | T  | C  | T  | C  |
| Risultato | N  | N  | P  | V  | P  | N  | V  | V | P  | P  | P  | V  | P  | P  | P  | N  | V  | V  | P  | V  | V  | P  | V  | P  | V  | P  | V  | P  | N  | N  | V  | V  | P  | N  | N  | P  | P  | V  |
| Posizione | 14 | 11 | 16 | 10 | 14 | 13 | 11 | 7 | 10 | 11 | 13 | 12 | 12 | 15 | 18 | 17 | 14 | 13 | 13 | 12 | 10 | 12 | 11 | 12 | 12 | 12 | 12 | 12 | 13 | 13 | 12 | 11 | 11 | 12 | 11 | 12 | 13 | 10 |

Fonte:  France » Ligue 1 1983/1984 » Results & Tables, su worldfootball.net.
Legenda:

Luogo: C = Casa; T = Trasferta. Risultato: V = Vittoria; N = Pareggio; P = Sconfitta.

### Statistiche dei giocatori
| Giocatore     | Division 1 | Division 1 | Division 1  | Division 1 | Coppa di Francia | Coppa di Francia | Coppa di Francia | Coppa di Francia | Totale   | Totale | Totale      | Totale     |
| Giocatore     | Presenze   | Reti       | Ammonizioni | Espulsioni | Presenze         | Reti             | Ammonizioni      | Espulsioni       | Presenze | Reti   | Ammonizioni | Espulsioni |
| ------------- | ---------- | ---------- | ----------- | ---------- | ---------------- | ---------------- | ---------------- | ---------------- | -------- | ------ | ----------- | ---------- |
| M. Biamonte   | 8          | 0          | 0           | 0          | 0                | 0                | 0                | 0                | 8        | 0      | 0           | 0          |
| J.L. Cazes    | 19         | 0          | 0           | 0          | 0                | 0                | 0                | 0                | 19       | 0      | 0           | 0          |
| A. Cervetti   | 21         | 0          | 0           | 0          | 1                | 0                | 0                | 0                | 22       | 0      | 0           | 0          |
| B. Ferrigno   | 25         | 3          | 0           | 0          | 1                | 0                | 0                | 0                | 26       | 3      | 0           | 0          |
| A. Fiard      | 36         | 2          | 0           | 0          | 3                | 0                | 0                | 0                | 39       | 2      | 0           | 0          |
| S. Ihily      | 32         | 1          | 0           | 0          | 2                | 0                | 0                | 0                | 34       | 1      | 0           | 0          |
| G. M'Bida     | 27         | 2          | 0           | 0          | 2                | 0                | 0                | 0                | 29       | 2      | 0           | 0          |
| P. Marchioni  | 30         | 0          | 0           | 0          | 3                | 1                | 0                | 0                | 33       | 1      | 0           | 0          |
| L. Marcialis  | 13         | 4          | 0           | 0          | 3                | 0                | 0                | 0                | 16       | 4      | 0           | 0          |
| R. Milla      | 31         | 5          | 0           | 0          | 3                | 1                | 0                | 0                | 34       | 6      | 0           | 0          |
| D. Murati     | 0          | 0          | 0           | 0          | 0                | 0                | 0                | 0                | 0        | 0      | 0           | 0          |
| C. Nativi     | 19         | 1          | 0           | 0          | 0                | 0                | 0                | 0                | 19       | 1      | 0           | 0          |
| P. Olmeta     | 38         | -43        | 0           | 0          | 3                | -7               | 0                | 0                | 41       | -50    | 0           | 0          |
| C. Orlanducci | 24         | 2          | 0           | 0          | 3                | 0                | 0                | 0                | 27       | 2      | 0           | 0          |
| J. Pastinelli | 24         | 0          | 0           | 0          | 3                | 0                | 0                | 0                | 27       | 0      | 0           | 0          |
| D. Solsona    | 26         | 4          | 0           | 1          | 3                | 2                | 0                | 0                | 29       | 6      | 0           | 1          |
| P. Squaglia   | 7          | 0          | 0           | 0          | 0                | 0                | 0                | 0                | 7        | 0      | 0           | 0          |
| A. Tarantini  | 29         | 1          | 0           | 1          | 3                | 0                | 0                | 0                | 32       | 1      | 0           | 1          |
| J.R. Testa    | 6          | 0          | 0           | 0          | 0                | 0                | 0                | 0                | 6        | 0      | 0           | 0          |
| P. Vernet     | 18         | 2          | 0           | 0          | 0                | 0                | 0                | 0                | 18       | 2      | 0           | 0          |
| J. Zimako     | 35         | 8          | 0           | 0          | 3                | 0                | 0                | 0                | 38       | 8      | 0           | 0          |